# Johann Max V. von Preysing-Hohenaschau

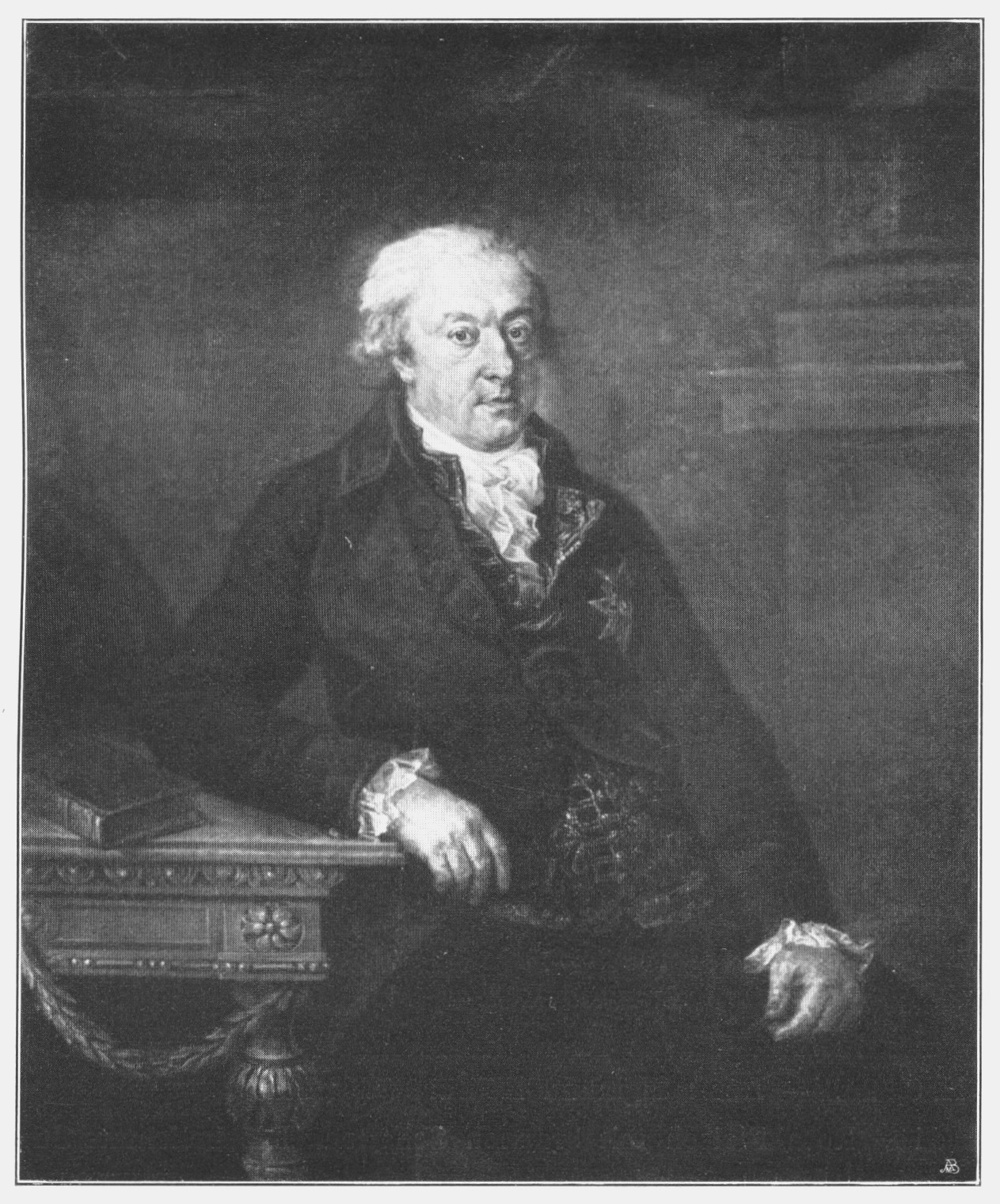
Porträt von Edlinger

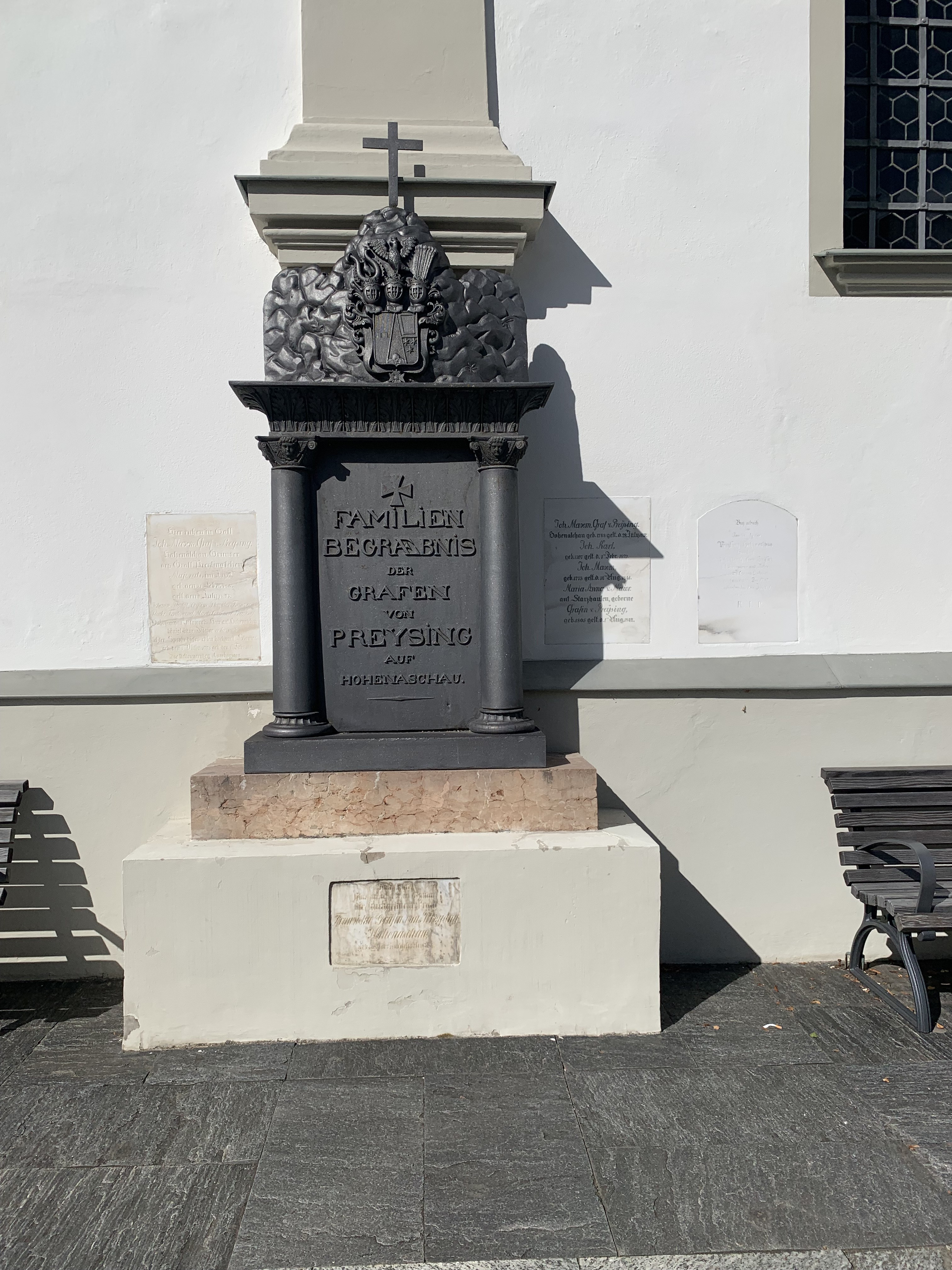
Familiengrabstätte in Prien mit dem Todesjahr 1827

Familienwappen

Johann Maximilian V. Franz Xaver Graf von Preysing-Hohenaschau (* 21. Februar 1736 in Ingolstadt, Kurfürstentum Bayern; † 8. Juli 1827 (nicht 1829) in München, Königreich Bayern) entstammte dem Adelsgeschlecht Preysing in Kurbaiern. Er war der zweite Sohn des Generalfeldzeugmeisters und Statthalters von Ingolstadt Johann Joseph Carl von Preysing und der Maria Theresia, geb: Gräfin von Rechberg. Nach dem Studium der Philosophie und der Rechte an der Universität Straßburg und der Universität Ingolstadt war er Verordneter der kurbayerischen Landschaft. 1757 wurde er kurbayerischer Kämmerer und gehörte ab 1758 der Hofkammer mit Sitz im Hofrat an. Kurfürst Karl Theodor berief ihn 1778 in den Geheimen Rat. Zudem wurde er Vizepräsident des Hofrats und war Vorsteher der Polizeideputation. 1797–1799 nahm er für das Kurfürstentum am Kongress von Rastatt teil. Ab 1808 war er im nunmehrigen Königreich Bayern Mitglied des Geheimen Rats und wirkte an der Erarbeitung der Verfassung des Königreichs Bayern von 1818 mit. Ab 1818 trug er den Titel Wirklicher Staatsrat. Im gleichen Jahr wurde er zum erblichen Reichsrat der Krone Bayerns ernannt. Er starb 1827 (Familiengrabstätte an der Pfarrkirche Mariä Himmelfahrt in Prien am Chiemsee). Seine Ehefrau Anna Maria Theresia, geb. Gräfin von Seinsheim, war schon 1776 verstorben. Von seinen acht Kindern überlebte er sechs.
Preysing war Großkomtur des Hausritterordens vom Heiligen Georg, Standesherr der Herrschaft Hohenaschau und Schlossherr auf dem um 1843 abgebrochenen Preysingschloss in München-Haidhausen.

## Namensgeber
Johann Max V. ist Namensgeber für die Preysingstraße und den Preysingplatz in München-Haidhausen. Die Preysingstraße führte, zunächst als Privatstraße (Alleestraße), zu seinem Haidhauser Schloss.

## Veröffentlichung
- Preysing, Max von: Auch ein Wort an das Publikum, 1802